# Carpha alpina
Carpha alpina är en halvgräsart som beskrevs av Robert Brown. Carpha alpina ingår i släktet Carpha och familjen halvgräs. Inga underarter finns listade i Catalogue of Life.